# Alan Stacey
Alan Stacey (* 29. August 1933 in Broomfield, Essex; † 19. Juni 1960 in Spa, Belgien) war ein britischer Automobilrennfahrer.

## Karriere

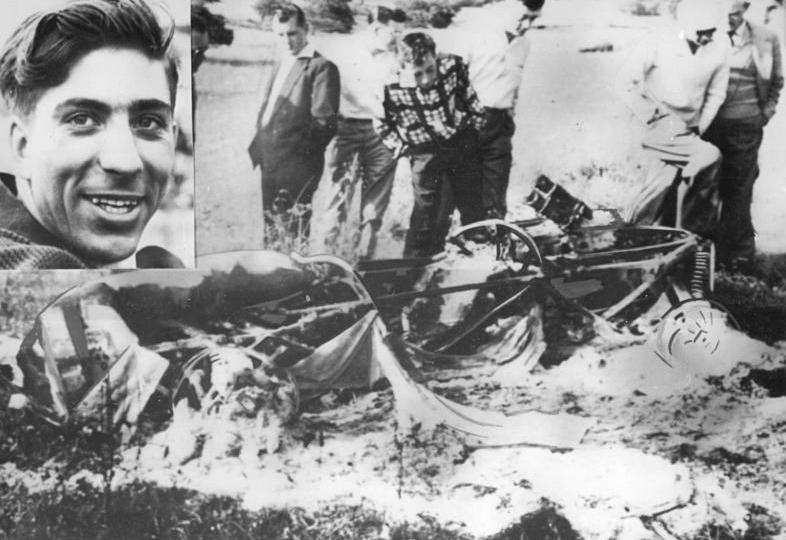
Großer Preis von Belgien 1960: Der ausgebrannte Rennwagen.

Aus einer Bauernfamilie stammend zeigte der extrovertierte Stacey schon früh großes Fahrtalent. Dies überraschte umso mehr, da er an einer Körperbehinderung litt. Sein rechtes Bein war von Geburt an kürzer und schwächer ausgebildet, der rechte Unterschenkel war durch eine Prothese ersetzt, so dass er mit einem motorradähnlichen Gaszug fahren musste.
Dieses Handicap meisterte er so gut, dass ihm Colin Chapman einen Lotus zur Verfügung stellte. Beim Großen Preis von Belgien in Spa-Francorchamps 1960, bei dem mit Stirling Moss und Michael Taylor zuvor schon zwei Fahrer schwer verletzt wurden und Chris Bristow bereits tödlich verunglückte, kam er am Steuer seines Lotus 18 zu Tode, als ein Vogel das Visier seines Sturzhelms bei hoher Geschwindigkeit durchschlug.
Mit zwei toten und zwei schwer verletzten Piloten war dies eines der tragischsten Rennwochenenden der Formel 1.

## Statistik

### Statistik in der Formel 1

#### Gesamtübersicht
| Saison | Team       | Chassis  | Motor         | Rennen | Siege | Zweiter | Dritter | Poles | schn. Rennrunden | Punkte | WM-Pos. |
| ------ | ---------- | -------- | ------------- | ------ | ----- | ------- | ------- | ----- | ---------------- | ------ | ------- |
| 1958   | Team Lotus | Lotus 16 | Climax 2.2 L4 | 1      | −     | −       | −       | −     | −                | −      | NC      |
| 1959   | Team Lotus | Lotus 16 | Climax 2.5 L4 | 2      | −     | −       | −       | −     | −                | −      | NC      |
| 1960   | Team Lotus | Lotus 16 | Climax 2.5 L4 | 1      | −     | −       | −       | −     | −                | −      | NC      |
| 1960   | Team Lotus | Lotus 18 | Climax 2.5 L4 | 3      | −     | −       | −       | −     | −                | −      | NC      |
| Gesamt | Gesamt     | Gesamt   | Gesamt        | 7      | −     | −       | −       | −     | −                | −      |         |

#### Einzelergebnisse
| Saison | 1   | 2 | 3   | 4   | 5 | 6   | 7 | 8   | 9 | 10 | 11 |
| ------ | --- | - | --- | --- | - | --- | - | --- | - | -- | -- |
| 1958   |     |   |     |     |   |     |   |     |   |    |    |
|        |     |   |     |     |   | DNF |   |     |   |    |    |
| 1959   |     |   |     |     |   |     |   |     |   |    |    |
|        |     |   |     | 8   |   |     |   | DNF |   |    |    |
| 1960   |     |   |     |     |   |     |   |     |   |    |    |
| DNF    | DNF |   | DNF | DNF |   |     |   |     |   |    |    |

| Legende  | Legende            | Legende                                                          |
| Farbe    | Abkürzung          | Bedeutung                                                        |
| -------- | ------------------ | ---------------------------------------------------------------- |
| Gold     | –                  | Sieg                                                             |
| Silber   | –                  | 2. Platz                                                         |
| Bronze   | –                  | 3. Platz                                                         |
| Grün     | –                  | Platzierung in den Punkten                                       |
| Blau     | –                  | Klassifiziert außerhalb der Punkteränge                          |
| Violett  | DNF                | Rennen nicht beendet (did not finish)                            |
| Violett  | NC                 | nicht klassifiziert (not classified)                             |
| Rot      | DNQ                | nicht qualifiziert (did not qualify)                             |
| Rot      | DNPQ               | in Vorqualifikation gescheitert (did not pre-qualify)            |
| Schwarz  | DSQ                | disqualifiziert (disqualified)                                   |
| Weiß     | DNS                | nicht am Start (did not start)                                   |
| Weiß     | WD                 | zurückgezogen (withdrawn)                                        |
| Hellblau | PO                 | nur am Training teilgenommen (practiced only)                    |
| Hellblau | TD                 | Freitags-Testfahrer (test driver)                                |
| ohne     | DNP                | nicht am Training teilgenommen (did not practice)                |
| ohne     | INJ                | verletzt oder krank (injured)                                    |
| ohne     | EX                 | ausgeschlossen (excluded)                                        |
| ohne     | DNA                | nicht erschienen (did not arrive)                                |
| ohne     | C                  | Rennen abgesagt (cancelled)                                      |
| ohne     | keine WM-Teilnahme |                                                                  |
| sonstige | P/fett             | Pole-Position                                                    |
| sonstige | 1/2/3/4/5/6/7/8    | Punktplatzierung im Sprint-/Qualifikationsrennen                 |
| sonstige | SR/kursiv          | Schnellste Rennrunde                                             |
| sonstige | *                  | nicht im Ziel, aufgrund der zurückgelegten Distanz aber gewertet |
| sonstige | ()                 | Streichresultate                                                 |
| sonstige | unterstrichen      | Führender in der Gesamtwertung                                   |

### Le-Mans-Ergebnisse
| Jahr | Team                   | Fahrzeug   | Teamkollege  | Platzierung     | Ausfallgrund         |
| ---- | ---------------------- | ---------- | ------------ | --------------- | -------------------- |
| 1958 | Team Lotus Engineering | Lotus 11   | Tom Dickson  | nicht klassiert |                      |
| 1959 | Team Lotus Engineering | Lotus Mk17 | Keith Greene | Ausfall         | überhitzter Zylinder |

### Einzelergebnisse in der Sportwagen-Weltmeisterschaft
| Saison | Team       | Rennwagen         | 1   | 2   | 3   | 4   | 5   | 6   | 7   |
| ------ | ---------- | ----------------- | --- | --- | --- | --- | --- | --- | --- |
| 1957   | Lotus      | Lotus Eleven      | BUA | SEB | MIM | NÜR | LEM | KRI | CAR |
| 1957   | Lotus      | Lotus Eleven      |     |     | DNF |     |     |     |     |
| 1958   | Lotus      | Lotus Eleven      | BUA | SEB | TAR | NÜR | LEM | RTT |     |
| 1958   | Lotus      | Lotus Eleven      |     |     |     |     | DNF | 17  |     |
| 1959   | Lotus      | Lotus 17 Lotus 15 | SEB | TAR | NÜR | LEM | RTT |     |     |
| 1959   | Lotus      | Lotus 17 Lotus 15 |     |     |     | DNF | DNF |     |     |
| 1960   | Team Elite | Lotus Elite       | BUA | SEB | TAR | NÜR | LEM |     |     |
| 1960   | Team Elite | Lotus Elite       | 20  |     |     |     |     |     |     |